# 黑鼻小鱸
黑鼻小鱸為輻鰭魚綱鱸形目鱸亞目河鱸科的其中一種，分布於美國德克薩斯州的淡水流域，體長可達13公分，棲息在水流快速、岩石底質的溪流。